# Liste des chefs d'État de Malte
Cet article présente la liste des chefs d'État de Malte depuis l'indépendance du pays en 1964.
De 1964 à 1974, le chef de l'État — en vertu de la Constitution de Malte — est la reine de Malte, Élisabeth II, qui est également reine du Royaume-Uni et des autres royaumes du Commonwealth. La reine est alors représentée dans le pays par un gouverneur général, parfois considéré comme le chef d'État de facto. Lorsque Malte devient une république au sein du Commonwealth à la suite des amendements constitutionnels de 1974, le monarque et le gouverneur général sont remplacés par un président élu au scrutin indirect.

## Royaume (1964-1974)

### Reine
L'ordre de succession au trône est le même que l'ordre de succession au trône britannique.
| No | Portrait     | Titulaire                | Règne             | Règne            | Règne                      | Dynastie | Premiers ministres   |
| No | Portrait     | Titulaire                | Début             | Fin              | Durée                      | Dynastie | Premiers ministres   |
| -- | ------------ | ------------------------ | ----------------- | ---------------- | -------------------------- | -------- | -------------------- |
| 1  | Élisabeth II | Élisabeth II (1926-2022) | 21 septembre 1964 | 13 décembre 1974 | 10 ans, 2 mois et 22 jours | Windsor  | Borg Olivier Mintoff |

### Gouverneur général
Le gouverneur général est le représentant du monarque de Malte et exerce la plupart des pouvoirs du souverain. Le gouverneur général est nommé pour un mandat indéfini, servant à la discrétion du monarque. Après le passage au Statut de Westminster de 1931, le gouverneur général doit toujours être nommé uniquement sur l'avis du Cabinet de Malte sans la participation du gouvernement britannique. En cas de vacance, le juge en chef sert d'officier administrant le gouvernement.
| No | Portrait                 | Titulaire                            | Mandat            | Mandat           | Mandat                    | Monarque     | Premiers ministres   |
| No | Portrait                 | Titulaire                            | Début             | Fin              | Durée                     | Monarque     | Premiers ministres   |
| -- | ------------------------ | ------------------------------------ | ----------------- | ---------------- | ------------------------- | ------------ | -------------------- |
| 1  | Sir Maurice Henry Dorman | Sir Maurice Henry Dorman (1912-1993) | 21 septembre 1964 | 22 juin 1971     | 6 ans, 9 mois et 1 jour   | Élisabeth II | Borg Olivier Mintoff |
| 2  | Sir Anthony Mamo         | Sir Anthony Mamo (1909-2008)         | 22 juin 1971      | 5 juillet 1971   | 3 ans, 5 mois et 21 jours | Élisabeth II | Mintoff              |
| 2  | Sir Anthony Mamo         | Sir Anthony Mamo (1909-2008)         | 5 juillet 1971    | 13 décembre 1974 | 3 ans, 5 mois et 21 jours | Élisabeth II | Mintoff              |

Légende
- Désigne le juge en chef agissant en tant qu'officier administrant le gouvernement

## République (depuis 1974)
En vertu de la Constitution de Malte telle qu'amendée en 1974, le président de Malte remplace le monarque à la tête de l'État. Le président est élu par la Chambre des représentants pour un mandat de cinq ans. À partir de 1989, le président est traditionnellement investi le 4 avril de l'année de son élection par la Chambre, à condition que le président précédent n'ait pas démissionné avant l'expiration de son mandat. En cas de vacance, ou si pour quelque raison que ce soit le président n'est pas en mesure d'exercer les fonctions qui lui sont conférées par la Constitution, ces fonctions sont exercées par un président par intérim (en maltais : Aġent President) nommé par le Premier ministre, après consultation du chef de l'opposition. En l'absence de personne ainsi nommée et capable d'exercer ces fonctions, le juge en chef est le président par intérim.
| No | Portrait                   | Titulaire                                | Élection | Mandat           | Mandat           | Mandat                    | Parti politique | Parti politique | Premiers ministres             |
| No | Portrait                   | Titulaire                                | Élection | Début            | Fin              | Durée                     | Parti politique | Parti politique | Premiers ministres             |
| -- | -------------------------- | ---------------------------------------- | -------- | ---------------- | ---------------- | ------------------------- | --------------- | --------------- | ------------------------------ |
| 1  | Sir Anthony Mamo           | Sir Anthony Mamo (1909-2008)             | 1974     | 13 décembre 1974 | 27 décembre 1976 | 2 ans et 14 jours         |                 | Indépendant     | Mintoff                        |
| 2  | Anton Buttigieg            | Anton Buttigieg (1912-1983)              | 1976     | 27 décembre 1976 | 27 décembre 1981 | 5 ans                     |                 | Travailliste    | Mintoff                        |
| –  | Albert Hyzler              | Albert Hyzler (1916-1993)                | intérim  | 27 décembre 1981 | 15 février 1982  | 1 mois et 19 jours        |                 | Travailliste    | Mintoff                        |
| 3  | Agatha Barbara             | Agatha Barbara (1923-2002)               | 1982     | 15 février 1982  | 15 février 1987  | 5 ans                     |                 | Travailliste    | Mintoff Mifsud Bonnici         |
| –  | Paul Xuereb                | Paul Xuereb (1923-1994)                  | intérim  | 15 février 1987  | 4 avril 1989     | 2 ans, 1 mois et 20 jours |                 | Travailliste    | Mifsud Bonnici Fenech Adami    |
| 4  | Ċensu Tabone               | Ċensu Tabone (1913-2012)                 | 1989     | 4 avril 1989     | 4 avril 1994     | 5 ans                     |                 | Nationaliste    | Fenech Adami                   |
| 5  | Ugo Mifsud Bonnici         | Ugo Mifsud Bonnici (né en 1932)          | 1994     | 4 avril 1994     | 4 avril 1999     | 5 ans                     |                 | Nationaliste    | Fenech Adami Sant Fenech Adami |
| 6  | Guido de Marco             | Guido de Marco (1931-2010)               | 1999     | 4 avril 1999     | 4 avril 2004     | 5 ans                     |                 | Nationaliste    | Fenech Adami Gonzi             |
| 7  | Edward Fenech Adami        | Edward Fenech Adami (né en 1934)         | 2004     | 4 avril 2004     | 4 avril 2009     | 5 ans                     |                 | Nationaliste    | Gonzi                          |
| 8  | George Abela               | George Abela (né en 1948)                | 2009     | 4 avril 2009     | 4 avril 2014     | 5 ans                     |                 | Travailliste    | Gonzi Muscat                   |
| 9  | Marie-Louise Coleiro Preca | Marie-Louise Coleiro Preca (née en 1958) | 2014     | 4 avril 2014     | 4 avril 2019     | 5 ans                     |                 | Travailliste    | Muscat                         |
| 10 | George Vella               | George Vella (né en 1942)                | 2019     | 4 avril 2019     | 4 avril 2024     | 5 ans                     |                 | Travailliste    | Muscat Abela                   |
| 11 | Myriam Spiteri Debono      | Myriam Spiteri Debono (née en 1952)      | 2024     | 4 avril 2024     | en cours         | 1 an, 3 mois et 20 jours  |                 | Travailliste    | Abela                          |

## Drapeaux

Étendard royal.
Drapeau du gouverneur général.
Drapeau du président.